# Kintetsu Hanazono Rugby Stadium
Kintetsu Hanazono Rugby Stadium (jap. 近鉄花園ラグビー場 Kintetsu Hanazono Ragubī-jō) – stadion w Higashiōsace przeznaczony do rozgrywania meczów rugby union.
Stadion został oddany do użytku 22 listopada 1929 roku w obecności księcia Chichibu z małżonką i był pierwszym obiektem przeznaczonym jedynie do rozgrywania meczów rugby union w kraju. Murawa ma powierzchnię blisko dwunastu tysięcy metrów kwadratowych, zaś na widowni może zasiąść trzydzieści tysięcy osób. Nad trybuną główną znajduje się dach o wymiarach 28,8 na 135 metrów, elektroniczna tablica wyników ma zaś wymiary 25 na 9 metrów.
W pobliżu znajduje się stacja Higashi-Hanazono linii Nara-sen kolei aglomeracyjnej Kintetsu.
Jest domowym obiektem zespołu Kintetsu Liners. Był jedną z aren, na której rozegrano Mistrzostwa Świata U-20 w Rugby Union 2009. Reprezentacja Japonii w rugby union mężczyzn rozgrywa na nim spotkania w ramach Asian Five Nations i inne testmecze.